# 빅토르 트로이츠키
빅토르 트로이츠키(Viktor Troicki, 세르비아어: Виктор Троицки, 1986년 2월 10일 ~ )는 세르비아의 프로 테니스 선수이다. 그는 세르비아계 및 러시아계의 핏줄을 갖고 있는데, 그의 할아버지는 1917년 트베리에서 세르비아로 이주해왔다. 생애 최고 단식 랭킹은 2009년 3월 기록한 세계 랭킹 24위이다.

## 선수 활동
5살 때 처음 테니스를 시작한 트로이츠키는 2003년부터 세르비아 내의 퓨처스 대회에 참가하기 시작, 2004년 세르비아의 니시에서 열린 대회에서 생애 첫 우승을 했다. 2005년 1월 20일에는 세르비아 벨그라드에서 열린 챌린저 대회 결승에서 이탈리아의 파비오 코란젤로(Fabio Colangelo)를 6-2, 6-1로 꺾고 우승했다.
그의 ATP 투어 데뷔 경기는 2006년 도쿄에서 열린 대회였다. 그는 이 대회 1회전에서 스페인의 페르난도 빈센테를 6–7(4), 6–4, 6-2로 꺾었으나, 2회전에서 당시 세계 랭킹 1위였던 로저 페더러를 만나 분전하였으나 결국 7–6(2), 7–6(3)로 패했다.
2007년 7월 크로아티아 오픈에서는 예선을 거쳐 본선에 진출, 2회전에서 같은 세르비아 출신 동료 선수이자 당시 세계 랭킹 3위였던 노박 조코비치를 2–6, 6–4, 7–5로 꺾는 파란을 일으키기도 했다. 그러나 이후 생애 처음으로 진출한 이 대회 준결승에서 루마니아의 안드레이 파벨에게 패했다.

## ATP 투어 결승 (2)

### 단식

#### 준우승 (2)
| No. | 일시            | 대회                    | 개최지      | 코트 | 결승 상대             | 스코어   |
| 1.  | 2008년 8월 17일 | 렉 메이슨 테니스 클래식 | 워싱턴 D.C. | 하드 | 후안 마르틴 델 포트로 | 6–3, 6–3 |
| 2   | 2009년 10월 4일 | 태국 오픈               | 방콕        | 하드 | 질 시몽               | 7–5, 6–3 |